# The Stranglers
The Stranglers — англійський рок-гурт. Утворений навесні 1974 року в Гілфорді під назвою The Guildford Stranglers. Після багатьох персональних змін у травні 1975 року до складу групи ввійшли: Х'ю Корнвелл (Hugh Cornwell; 28 серпня 1949, Лондон, Велика Британія) — гітара, вокал; Дейв Грінфілд (Dave Greenfield) — вокал, клавішні; Жан-Жак Бернел (Jean-Jacques Burnel), справжнє ім'я Браян Даффі (Brian Duffy; 26 серпня 1943) — бас-гітара.
1992 року Х'ю Корнвелл дебютував із своєю новою формацією CCW (Cornwell, Cook & West), до складу якої ввійшли також Роджер Кук та Енді Вест. А тим часом The Stranglers у новому складі уклали угоду з фірмою «China Records» і повернулися на музичний ринок платівкою «In The Night».

## Історія гурту
Історія The Stranglers бере початок в Лунді, Швеція, куди біохімік Х'ю Корнвелл, випускник Бристольського університету, приїхав на науково-дослідну практику. Щоб розвіяти нудьгу лабораторного способу життя, він (вже мавши досвід сольних концертів в 1968—1972 роках, переважно в ресторанах Кейта Флойда) зібрав тут гурт під назвою Johnny Sox, до складу якого увійшли двоє американців, що рятувалися в Швеції від військового призову (якийсь Майк з Чикаго — ударні та Герт Гудвін — вокал), і швед Ян Кнутсон (бас-гітара). Незабаром Х'ю умовив усіх відправитися на пошук удачі в Лондон, куди гурт (вже без барабанщика) і прибув ранньою весною 1974 року.

### Джет Блек
Поки Корнуелл вивчав біохімію в Брістолі, Джет Блек був процвітаючим бізнесменом у Гілфорді (на північний захід від столиці), де володів транспортним агентством (його фургони розвозили морозиво) та магазином, спеціалізувався на продажу алкогольної продукції. Віддушину від стресів Блек шукав в музиці: у юності він був напівпрофесійним барабанщиком і грав у джаз-оркестрах (використовуючи, в числі інших, псевдонім Jethro Whitethorne). На початку 1970-х років він купив власну ударну установку, а до початку 1974 року, остаточно втративши інтерес до бізнесу, який відбудовував все попереднє десятиліття, вирішив організувати власну професійну рок-групу. Безрезультатно прослухавши близько 25 гітаристів і 40 басистів, він потім сам відгукнувся на оголошення в тижневику Melody Maker («… шукається барабанщик»). У Кемдені, районі Північного Лондона, відбулася його перша зустріч з Х'ю Корнуелл та учасниками гурту Johnny Sox.
Пізніше в численних біографіях стверджувалося, що Джет «приєднався» до групи, але сам він не раз підкреслював, що справа йшла інакше. Все почалося з півгодинної спільної репетиції в покинутій квартирі на півночі Лондона, де Х'ю Корнуелл мешкав як сквотер. Блек, взагалі кажучи, не збирався входити в «чужий» гурт, але за проведені з музикантами півгодини зрозумів, що вкрай заінтригований Корнвеллом, який демонстрував явний авторський потенціал. Барабанщик та запропонував музикантам, які не мали на той момент ні гроша, перебратися до нього в Гілдфорд. Так було б зручніше для всіх, але головне, музикантам належало перш ніж вийти на сцену, проробити серйозну підготовчу роботу.
Учасники Johnny Sox деякий час не погоджувалися на переїзд і з недовірою ставилися до нового знайомого (за описами Жана-Жака Бернела барабанщик в ті дні «відбілював волосся і хизувався під фланелевих 'дудочках' на три дюйми вище щиколотки»). Опір їх було зламано, ледь лише Джет згадав про можливість розселити всіх на верхньому поверсі власного винного магазину. Провівши кілька днів у безперервних репетиціях зі складом, він прийшов до висновку, що всерйоз до музики ніхто, крім Х'ю Корнуелла, не відноситься. Джет Блек висунув ультиматум: або ви починаєте грати всерйоз, чи ідете; все, крім Х'ю, вибрали другий варіант. 11 вересня 1974 року, день, коли припинили своє існування Johnny Sox (сталося це за дивним збігом в той самий день, коли двоє американців дізналися про те, що в США оголошена амністія дезертирам), і виникло ядро The Stranglers, вважається офіційною датою народження групи. До цього, в 1972—1973 роках Johnny Sox записали в загальній складності понад 50 оригінальних композицій; в їх числі були «Country Chaser» і «Strange Little Girl» (друга з них через багато років стала хітом The Stranglers).

### Жан-Жак Бернел
Жан-Жак Бернел познайомився з Х'ю Корнвеллом випадково; знайомий останнього підкинув його, що повертався з тренування, в Лондон на автомобілі. Будучи професійним гітаристом з класичною освітою, Бернел (вивчав історію в Бредфордському університеті та потім економіку в Хаддерсфілдском політехнічному інституті), хоч і виступав час від часу з симфонічними оркестрами, не розглядав перспективу почати музичну кар'єру всерйоз. Двома головними захопленнями були для нього карате та мотоцикли. Х'ю і Джет, зрозумівши, що Жан-Жак — потенційно талановитий автор, який завжди мріяв грати на басу, в квітні 1974 року запропонували того зайняти місце в новому складі. У Корнуелла мався в розпорядженні незадіяний інструмент: це й зумовило місце Бернела в складі.
Джет Блек передав керування своїм бізнесом керуючому та перевіз тріо в Чіддінгфорд, містечко в десяти милях від Гілдфорд. Тут він зняв будинок, розселив в ньому музикантів та прийняв на себе обов'язки менеджера. Доукомплектований гітаристом Хансом Вормлінгом (англ. Hans Warmling), шведським приятелем Корнуелла, що грали раніше в The Jackie Fountains (1964—1967) та The Spotniks (1971), квартет почав в Гилдфорде активну концертну діяльність.
Нарешті Джет, сповнившись упевненості в тому, що групу чекає велике майбутнє, на подив друзів та знайомих розпродав свої підприємства, залишивши при собі один лише фургон, в якому перш розвозити морозиво, і який тепер на багато місяців став для ансамблю єдиним засобом пересування. На виручені від продажу підприємства гроші група існувала аж до отримання першого великого контракту.

#### Назва The Stranglers
Прийнято вважати, що група взяла собі назву — спочатку The Guildford Stranglers — «на честь» Бостонського душителя, про який в ті дні писала преса всього світу. Це справедливо лише частково: як пізніше згадував Блек, слова «душитель» та «асфіксія» були в ті дні достатньо популярними: постійно звучали в кіно і на телеекрані, попадалися в заголовках газет. Поступово саме поняття strangling зробилося на внутрішньому жаргоні групи прозивним: воно означало всілякі неприємності. Після невдалого концерту в Гилдфорде Бернел зауважив: «Душителі остаточно нас дістали». Саме ця жартома вимовлена фраза (з чим згодом погоджувалися всі учасники) та стала джерелом назви групи.

## Критика гурту. Відносини з пресою
Незважаючи на те, що першому успіху The Stranglers передували три роки безперервної концертної діяльності, 1977 року для багатьох — перш за все, представників британської музичної преси, — їх поява в числі лідерів «нової хвилі» стало цілковитою несподіванкою. Музичні критики спробували штучно відокремити групу (яку називали «вискочками», «опортуністами», «попутниками») від стрімко розвивалася панк-сцени. «При тому, що насильство, вдаючись до якого вони карали огудників, не має собі виправдання, необхідно визнати: деякі виступи в пресі були злісними особистими нападками, що не мали ні найменшого відношення до музики. Не дивно, що група піддавалася на провокації», — відзначає оглядач ресурсу Punk_77.
Характерною в цьому сенсі була стаття в Melody Maker, де хтось «М. О.» 23 квітня 1977 року писав: «Якщо і є в року щось передбачуване, так то лише, що ледь виникає нове <рух>, як тут же з'являються і охочі стрибнути на підніжку. Природно, панк і нова хвиля будуть мати безліч таких попутників, адже тут немає правил та приписів… Stranglers якраз та здаються мені такий от групою, яка вирішила витягти <з нового руху> грошову вигоду». Рецензент (порівнюючи групу з Clash та The Damned) стверджував, що «енергії в неї не більше, ніж у слимака», а тексти не лише не виражають «фрустрації сьогоднішньої молоді», але, навпаки, пропонують старі банальності, «хіба що з розкиданими тут і там непристойностями».
Протиставляючи панкам музикантів ансамблю, репортери раз за разом вказували на вік, походження та освіченість останніх. Барт Міллз присвятив свою статтю в «Дейлі Мейл» (1978) жартівливому «викриття» Корнуелла, який на сцені «плює в глядачів… та насолоджується жахом, який наводить», а після концертів… «читає Punch, потягує дороге вино, міркує про архітектурі ацтеків і дає колегам поради, що стосуються того, як вести себе за столом». Вважаючи, що Корнуелл зумів «артистично приховати свої корені, що виростають із середнього класу», автор статті нагадує: «Таємниця, що найретельніше охороняється, в сучасній музиці полягає в тому, що Корнуелл — випускник університету з вченим ступенем в біохімії».
Ж.-Ж. Бернел:
Британська музична преса відчуває проблему, коли мова заходить про людей одночасно — мислячих та діяльних. Для них, якщо ти рок-н-ролер, то повинен бути рохля. Лузер: ось їх герой. Якщо ти крутий, мислити не повинен; якщо мислиш — повинен бути витонченим та тихим. Ми — люди мислячі і при цьому фізично розвинені: саме тому вони так і не зрозуміли, як до нас ставитися.
З випадкового епізоду в липні 1976 року, коли в клубі посварилися Бернел і Пол Сімонон з The Clash (приятелі Корнуелл та Страммер з цього приводу, як згадував Бернел, обмінялися лише реплікою: «здається, наші басисти там побилися ?») преса роздула конфлікт, подавши його символ розбрату між «старими реакціонерами» та новим, «прогресивним» поколінням в новій хвилі.
Дуже скоро учасники Stranglers взяли за звичай власноруч «карати» журналістів, відгукуються про них негативно або образливо, і незабаром для преси одразу стали «найненависнішою групою в історії року». Таким чином відносини їх з пресою увійшли в порочне коло; Джон Севідж, якому Бернел розбив ніс, згодом «помстився» The Stranglers, взагалі не згадавши їх у своїй книзі, присвяченій історії нової хвилі.

### Політичні розбіжності
Істотним чинником, що зумовив конфлікт Stranglers та преси були політичні розбіжності. Група принципово відмовлялася співпрацювати з лівими організаціями («Рок проти расизму», «Рух за ядерне роззброєння») через що журналісти, дотримувалися лівих поглядів (перш за все, Джулі Берчілл і Тоні Парсонс) відкрито зарахували їх до вкрай правим. Джулі Берчілл привселюдно оголосила Бернела «фашистом» після того, як той висміяв «Анти-нацистську лігу» (англ. Атеі-Nazi League), яка, на його думку, своїми масовими акціями протесту лише створювала рекламу щодо нечисленному Національному фронту).
Дивина ситуації полягала в тому, що центральна преса, при всій своїй антипатії до The Stranglers, в силу зростаючої популярності групи не могла собі дозволити її ігнорувати. Усі ранні релізи групи (насамперед, X-Cert та Raven) отримали високі оцінки рецензентів, а NME навіть надав Бернелу простір на сторінках для розлогого політичного есе. Втім, коли той же тижневик за рік до цього опублікував матеріал, складений виключно з висловлювань Джета Блека про національні особливості аудиторії різних країн (Німеччині, Франції, Шотландії, Швеції) під загальним заголовком: «Яка країна сильніше смердить?» (англ. Which Country Stinks Most?), багато хто розцінив наслише тенденційну «вичавлювання» як, у свою чергу, провокаційний жест з боку видання на адресу групи.
Згодом у багатьох склалося враження, що конфлікт групи з пресою був в якомусь сенсі взаємовигідним, і The Stranglers почасти свідомо провокували вороже до себе ставлення. Так, коли Роберт Крістгау («декан факультету рок-критики» за визначенням одного з колег) заздалегідь попередив американських журналістів, щоб ті «не захоплювалися Stranglers», група (як розповідав Бернел), відправила йому телеграму такого змісту: «Якщо ви не почнете нас дуже і дуже боятися, ми заїдемо до вас додому та засунь вашій дружині шматок справжнього англійського біфштекса…»
Згодом зазначалося, що конфронтація з пресою в якомусь сенсі послужила групі хорошу службу, назавжди зберігши за нею «дисидентську» ауру. «<The Stranglers> з перших днів примкнули до славної англійської традиції бродячих» кореневих «груп, які пресою зневажають, але в кінцевому підсумку нескінченними гастролями завойовують собі таку любов по всій країні, яку не заробити позерством з газетних сторінок. Діючи в дусі — не наслише вже й сміховинною, я б сказав, — кальвіністської робочої етики, подібні групи ідеально відповідають чисто британському відчуття fair play, підказує співчувати переслідуваному», — писав американський журналіст Кріс Салевич.

#### Зміна ставлення до гурту
Ставлення засобів масової інформації до The Stranglers стало змінюватися після 1980 року, затьмареного двома інцидентами, під час яких як британська так і французька Феміда проявили надмірну суворість. Втім, до цього часу радикально змінилися як музичний стиль The Stranglers (люту агресивність змінили граничною стриманістю в самовираженні), так і їх манера спілкування з репортерами.
Якщо 1978 року кореспондент Sounds Енді Пірт писав: «Насолоджуючись страхом, який до цих пір вселяє репутація The Stranglers, Жан-Жак Бернел грає з журналістами, як кішка з клубком вовни», то вже через два роки Пет Гілберт в Record Mirror відзначала, що Жан-Жак Бернел — «дуже привабливий співрозмовник», яка цікавиться історією, літературою та філософією, чиї «пізнання вселяють побожний жах».
1979 року Дейв Маккаллох (NME) писав про Stranglers: «… вони загрожують, але не нападають, та й взагалі, виявилися тепер великим добродушним монстром, в остаточному підсумку, смішним, не більше того». Через рік той же тижневик відгукнувся про Х'ю Корнуелл як про «істинному джентльмена», а Джованні Додома, кореспондент Sounds в квітні 1980 року охарактеризував Жана-Жака Бернела як «надзвичайно тихого та задумливого людини».

## Дискографія

### Студійні альбоми
- Rattus Norvegicus (1977)
- No More Heroes (1977)
- Black and White (1978)
- The Raven (1979)
- The Gospel According to The Meninblack (1981)
- La Folie (1982)
- Feline (1983)
- Aural Sculpture (1984)
- Dreamtime (1986)
- 10 (1990)
- Stranglers In the Night (1992)
- About Time (1995)
- Written in Red (1997)
- Coup de Grace (1998)
- Norfolk Coast (2004)
- Suite XVI (2006)
- Giants (2012)